# 蘇羽鷹神社
蘇羽鷹神社（そばたかじんじゃ） は千葉県松戸市に鎮座する神社である。旧社格は村社。

## 祭神
- 国之常立神

## 由緒
創建以前、この地には千葉孝胤が治めた三ヶ月（みこぜ）の馬橋城が建っていた。その馬橋城の廃城後に千葉氏の加護を受けて創建された。
千葉氏は陰陽道に基づき、居城である亥鼻城の鬼門に曽場鷹大明神を配し、祀っていた。そこから分祀してきたものと思われる。

## 末社
- 庚申堂
- 姫宮
- 冨士嶽神社
- 三峰阿夫利稲荷

## 境内
- 月山坂東 湯殿山西国百番供養塔
- 松戸市二三ヶ丘土地区画整理組合記念碑 昭和50年（1975年）3月29日竣工

## 交通アクセス
- 京成バス千葉ウエスト房山バス停留所で下車、徒歩約8分（経路案内）。
- JR東日本常磐線新松戸駅より徒歩約18分（経路案内）。

## 周辺
- 二ツ木向台遺跡
- プチモール二ツ木
- 松戸市消防局 二ツ木消防センター17分団